# Нинджа
Нинджа (на японски: 忍者, произнасяно: [ɲiꜜɲdʑa]) или шиноби (шиноби но моно на старояпонски от онова време)(忍び, [ɕinobi]) е таен агент или наемник от феодална Япония, които са се занимавали с разузнаване, шпионаж, саботаж, военни засади, телохранителство, кражби, палежи и военни техники, част от бойно изкуство наречено нинджуцу.

## Етимология
Думата Нинджа се изписва с два йероглифа: „нин“ (忍) (в други прочети „шинобу“) – търпя, скривам, донасям, правя и др. и „джа“ (者) (в други прочети „моно“) – човек. Съществителното „шиноби“, образувано от глагола „шинобу“, означава: 1) тайно проникване; 2) съгледвач, шпионин; 3) крадец. Исторически, думата Нинджа не е била в обща употреба, среща се само в някои разговорни диалекти. Започва да се използва през ХХ век, при нов прочит на двата йероглифа: от „шинобу“„моно“ (така в Япония казват от XIV век на шпионите) към „нин“„джа“, за да се раздели понятието от думата шпионин. В историческите документи, почти винаги се използва думата Шиноби.
Куноичи (на японски: くノ一), което означава жена-нинджа, се предполага, че е измислено, като е разделен на части йероглифа за жена (на японски: 女; onna) от Японската Канджи (китайски йероглифи използвани в съвременната японска писменост).
く – КУ (Японската азбука Хирагана), ノ – НО (Японската азбука Катакана), 一 – ИЧИ (Японската Канджи).

## Оръжията и уменията на нинджа
Нинджите били използвани за дестабилизиране на врага, политически убийства и за доставяне на жизненоважна информация за позицията на вражеските войски, която можело да бъде решаваща за всяка битка. Много често им се приписват свръхвъзможности, което предизвиквало страх в редиците дори на смелите самураи. За нинджа основното оръжие било изненадата и разбира се страхът, който предизвиква самото споменаване на думата „нинджа“. Това ги правило едни от най-мразените и презирани хора в японското общество. Нинджа не изпитвали страх. Те били подчинени единствено на своите интереси, техен най-добър приятел бил мракът.
Нинджа били жени и мъже. Често се случвало жена-нинджа (куноичи) да прелъсти жертвата си и да го убие. Тренировките били тежки, понякога завършващи със смърт. Сред уменията които притежавали били: акробатика, фехтовка, ръкопашен бой, борба, катерене, плуване и издържане дълго под вода, издържане на студ и горещина, стоене неподвижно с дни, потискане на глада и др.
Нинджа използвали широк набор от оръжия и приспособления като мечове, шурикени и вериги, най-често скрити и небудещи подозрение, например в тояга или в периферията на сламена шапка. В допълнение били и експерти в подготовката на отрови, отвари и бомби. Разбирали от химия, физика, астрономия, математика и акупунктура. Също така били обучени и в „изкуството на маскировката“, която използвали често, за да не се набиват на очи в градовете и да се промъкват незабелязано сред природата. Смята се, че нинджа първи конструират планер, като приспособление за атакуване на самурайските крепости.
За част от тези умения се споменава в произведението на Цунетомо „Хагакуре“ („В сенките на листата“) от 1716 г., където нинджа получил поръчение да убие някакъв господар. Имението било строго охранявано и поради този факт убиецът се принудил да чака сгоден момент в клозета, скрит точно под клекалото в отходната канализация. Сред ужасната мръсотия и зловония нинджа чакал търпеливо с дни докато жертвата не дошъл за да се облекчи. Когато господарят клекнал, убиецът забил копието си в ректума му, като така онзи умрял по особено мъчителен начин.

### Оръжия и приспособления използвани от Нинджа
| Мечове         | Метателни Оръжия | Копия и Тояги            | Верижни Оръжия | Оръжия нокти | Други Оръжия |
| -------------- | ---------------- | ------------------------ | -------------- | ------------ | ------------ |
| Нинджато       | Шурикен          | Бō                       | Кусаригама     | Багх накх    | Кама         |
| Шикомизуе      | Макибиши         | Яри                      | Кусари-фундо   | Теко         | Канабо       |
| Ширасая        | Фукия            | Нагината                 | Нунчаку        | Текко-Каги   | Сай          |
| Катана         | Кьокетсу-шоге    | Кхаккхара (Шакуджо)      | Чигирики       | Шуко         | Джут         |
| Уакизаши       | Нагаяри          | Нунтебо                  | Шиноби-зуе     | Ашико        | Тонфа        |
| Танто (Аикучи) | Кагинава         | Ханбо (на японски: 半棒) | Манрики-гусари | Неко-те      | Тессен       |

## История
Японските историци свързват началото на нинджицу с влиянието на прочутия китайски трактат „Изкуството на войната“ от Сун Дзъ, писана около V в.пр.Хр. В Япония тези текстове се четат значително по-късно - вероятно VII в.сл.Хр. В Китай нинджицу е наричано с различни имена: Ин Сен Шу (метод за изчезване на тялото), Фа Шу (черни изкуства) и други, то обслужвало шпионажа от древни времена, практикувано от тайни общества – затворени организации, подобни по характер на секти.
След като е пренесено в Япония през 7 – 8 век, то се развива първоначално недалеч от столицата Киото, в провинциите Ига и Кога. В тези планински райони живеели множество дзи-дзамураи. След годините Онин (1467-1477) те създали свое обединение (то), като започнали да се занимават с военни действия, а също и кражби и грабежи. Мнозина от тях станали майстори на канте-но джицу (изкуството на шпионажа). Даймио от всички кланове започнали да наемат тези дзи-дзамураи на служба. Нарекли ги Ига-моно и Кога-моно (хора от Ига и хора от Кога).
Вместо да говорят за нинджицу средновековните автори използват термина „канте-но джицу“, което означава „изкуството на шпионажа“. „Канте“ и „тьоджа“ са синоним на „шпионин“, проникнали от Китай. Доста често в японските изследвания са наричани „шиноби-но моно“. Очевидно е, че шиноби-но моно са били използвани от местните враждуващи феодали (даймио) най-вече за шпионаж, без тази им функция да има отношение към каквото и да е религиозно или мистично учение.
През епохата на религиозните междуособици в Япония между привържениците на традиционната религия (Шинтоизъм) и идващия от Китай и Корея будизъм възникнали конфликти. Ямабуши (отшелници-мъдреци, които разработили учението „Шуген-до“ – разновидност на индийската Йога съчетана с митични аспекти от будистките секти Шингон и Тендай) се опитали да решат диспутите в обществения живот, като въведат в религиозния живот на обществото проповядваната от тях японизирана форма на будизма. Тъй като тази идея бързо спечелила популярност сред широките маси, управляващата върхушка решила да спре новото учение, докато още не се е утвърдило. Преследвани от правителствената армия, ямабуши били принудени да се оттеглят в планинската местност Ига.
Тук под естествената защита на природата възникват корените на Нинджуцу. Подложени на трайни гонения, ямабуши разработили собствено бойно изкуство, същността на което било врагът да бъде атакуван изневиделица, тайно, от засада, когато е неподготвен. Нинджа станали най-упоритите последователи на ямабуши. Трябва да поясним, че предците на нинджа били самураи без господари (т.нар. Ронин), хора извън закона и др., които живеели в непристъпните планински местности Ига и Кога и съжителствали с ямабуши. В някои източници се изтъква, че шиноби-но моно нямат отношение към каквото и да е религиозно или мистическо учение. В подкрепа на тази тези говори социалните слоеве, от които са набирани войните: простолюдието, нисши самураи (ашигару) и дошин (охранители в замъците, полоция), както и „сеппа“ и „реппа“ - според средновековните източници тези мъже били „разбойници в полето и планината“.
В условията на постоянни граждански войни се създали множество самурайски кланове, които прибягвали във враждите помежду си до услугите на нинджа. В периода 1192 – 1333 г. мнозина самураи били изгонени от служба или загубили господарите си. Те станали свободни самураи и много от тях се заселили в местностите Кога.
По-късно поради вътрешни разногласия част от фамилиите се преселват в местността Ига. Отцепниците настоявали за по-дейно участие в политическия живот, докато Кога били за запазване на традицията и оставане встрани от обществената сцена. Така от разцепването на клана Кога се образували двата най-мощни клана на Нинджа, взели името си от двете местности.
Ига Нинджа започнали да приемат в редиците си хора извън закона, които обучавали в своите методи за убиване, с което си спечелили лоша слава, но успели да се доберат до високи постове в управлението на страната, дори член на клана Хатори (Хатори Ханзо) станал Шогун. Кога Нинджа застанали на страната на легитимната власт, като създали специалните отряди в полицията и войската.
Най-голям разцвет Нинджуцу претърпява в периода Сенгоку (1467 – 1568), отличаващ се с постоянните борби между враждуващите самурайски кланове, наемайки нинджа за своята кауза. Владетелят Шинген Такеда (1521 – 1573), който се стремял да обедини разпокъсаната на отделни княжества Япония, разполагал със 70 нинджи, специализирани в диверсии и уникална шпионска мрежа от Мико (жени-нинджа предрешени като служителки в шинтоиски храмове, наричани още Куноичи).
През 16 век пълководецът Ода Нобунага (1534 – 1582) започнал масови преследвания срещу будизма и нинджа, като последователи на езотеричния будизъм. Самите нинджа неколкократно неуспешно се опитали да ликвидират Ода. Поради това той решил веднъж завинаги да изтреби непокорните „невидими воини“. През 1581 г. войската на Ода разбила коалицията съставена от Нинджа и Даймио поддържащи будизма. Оцелелите Нинджа се разпръснали из цялата страна. Може да кажем, че хората от провинциите Ига и Кога са били много издръжливи на своя територия, но са били много по-зле въоръжени, малобройни, макар и добре обучени в сравнение с армията на даймьо като Нобунага.
В периода на шогуната Токугава (основател на династията Токугава Иеясу) (1603 – 1868) Нинджуцу постепенно потъва в забрава. Някои Нинджа постъпили като полицейски служители и телохранители, други формирали разбойнически групи.
През епохата Мейджи Нинджуцу е в упадък. Само няколко фанатични последователи са съхранявали тайните на „Черното изкуство“. Счита се, че последният истински Нинджа от старата школа е Фуджита Сейко (1899 – 1966) от клана Кога, който изпълнявал поръчения на императорския двор до първата половина на 20 век.
Най- опасните нинджи, са розовите нинджи-манафи. Изпозлвали са древни дъски за рязане на кълнове ориз, като щит, диск за хвърляне и подлога. Розовата нинджа е по-скоро митологично съществи, но все още има открити розови дрехи в различни самурайски гробници.

## Нинджа Кланове
В европейската култура под наименованието Клан се разбира група хора свързани с родствена връзка, тоест семейство. Макар че нинджа клановете в началото са покривали това понятие, тоест са били семейства, които се занимават с шпионаж, саботаж и др., като занаят, който се предавал от баща на син, впоследствие към тях се присъединили и много други семейства, като по този начин клановете се превърнали в организации – сдружения. Така че в японските исторически източници, когато се споменава Нинджа клан може да се има предвид организацията (Кога, Ига и др.) или отделен род – група.
Всеки клан имал своя методика на обучение и тактика, свое Нинджуцу, което било строго определено и описано (Кога – рю, Ига – рю и др). От това следва, че всяка организация имала своя идентичност в действията си и наблягала повече на отделни умения: Кога били по-добри в шпионажа, Ига в бойните изкуства, Момоти в диверсията и т.н.
Кога

Кога е първият шиноби клан възникнал в Япония, най-вероятно от семействата на самураи Ронин, които се заселили в околностите на планината Иидзака. Трудно достъпни равнини, обградени от планини, където още от древността живеели последователи на религиозното учение Шуген-до.

През периода Камакура, провинция Кога се разделя на две части, Ига и Оми (Кога), което допринася и за разделянето на семействата Шиноби на Кога-нинджа и Ига-нинджа. С времето Кога-нинджа започват да служат само за един господар, което ги превръща в частна шпионска организация на рода Сасаки.

Поради това, че клана Кога се занимавал предимно с шпионаж, в традицията на Кога-рю нинджуцу се набляга повече на джуцу (изкуството на шпионажа), активно се използват отрови и халюциногенни смеси, били измисляни различни конструкции като преносими трамплини, планери и др.

Ига

Кисю

Фума

Сада

Момочи

Фуджибаяши

Негоро

Сайга

## Нинджа в киното
През 80-те и 90-те години на 20 век филмите за Нинджа добиват голяма популярност. Най-много продукции с този персонаж са снимани в САЩ, Хонг Конг и Япония.
Нинджа се утвърждава като (SUPER) герой, на когото се приписват множество свръхестествени умения. Присъствието му във филмите с бойни изкуства е почти задължително и е признак за успех на филма. Маскираният убиец става герой издигащ силата на „добрия“, когато бива победен от него. В други филми Нинджа се представя като положителен герой, който се бори срещу „злите“, най-често негови събратя.
В киното се срещат най-вече три вида нинджа, различаващи се по цвят на облеклото, което дава техните имена и най-често показва и техният характер. Те са Черен, Бял и Червен.

Черен (Черна) нинджа. Това е злият герой, всяващ ужас с невероятните си умения част, от които са: придвижване под земята, изчезване в облак от дим, летене на къси разстояния. Черният Нинджа владее до съвършенство множество бойни изкуства и е въоръжен с всякакви причудливи оръжия.
Бял (Бяла) нинджа. Това е добрият герой. Той не знае какво е страх и не се поколебава дори за миг да се изправи срещу злото. Няма много оръжия, само меч, шурикени и няколко димни бомбички. Разчита предимно на ръкопашните си умения, но никога не губи.
Червен (Червена) нинджа. Той е зъл и кръвожаден. Най-често най-силният сред черните нинджа. Просветен е в какви ли не черни умения, граничещи с магия.
Макар че героят Нинджа изкарва много пари за кино индустрията, изопачаването на образа му изкривява представата на много от хората за тези велики воини. Смята се, че много от американските комикс супер герои, като Батман (на английски: Batman) и др., са изградени по образа на Нинджа.

## Избрани Нинджа филми
| Година | Заглавие                     | Рейтинг | Актьор                       | Режисьор          | Заглавие: БГ                  |
| ------ | ---------------------------- | ------- | ---------------------------- | ----------------- | ----------------------------- |
| 1980   | The Octagon                  | 4.7     | Чък Норис                    | Ерик Карсън       | Осмоъгълника                  |
| 1980   | Shogun Assassin              | 7.4     | Огами Итто                   | Робърт Хюстън     | Убиецът на Шогуна             |
| 1981   | Ninja in the Deadly Trap     | 7.0     | Ясуаки Курата                | Филип Квок        | Нинджа в смъртоносен капан    |
| 1981   | Five Elements Ninjas         | 7.0     | Тиен-чи Ченг                 | Чех Чанг          | Петте Елемента на Нинджа      |
| 1982   | Ninja in the Dragons Den     | 7.6     | Хироюки Санада               | Кори Юен          | Нинджа в бърлогата на Дракона |
| 1983   | Revenge of the Ninja         | 5.4     | Шо Косуги                    | Сам Фирстенберг   | Отмъщението на нинджа         |
| 1983   | A Life of Ninja              | 5.1     | Ясуаки Курата                | Тсо Нам Лий       | Живота на нинджа              |
| 1984   | The Super Ninja              | 5.4     | Александър Лоу; Джак Лонг    | Kyo-Рен Ву        | Супер нинджа                  |
| 1985   | American Ninja               | 4.7     | Майкъл Дудикоф               | Сам Фирстенберг   | Американска нинджа            |
| 1987   | American Ninja 2             | 3.6     | Майкъл Дудикоф               | Сам Фирстенберг   | Американска нинджа 2          |
| 1987   | Rage of Honor                | 4.8     | Шо Косуги                    | Гордън Хеслер     | Яростта на честта             |
| 1987   | Eastern Condors              | 7.1     | Само Хунг                    | Само Хунг         | Източни Кондори               |
| 1989   | American Ninja 3             | 2.6     | Дейвид Брадли                | Седрик Сундстрьом | Американска нинджа 3          |
| 1990   | American Ninja 4             | 2.7     | Майкъл Дудикоф               | Седрик Сундстрьом | Американска нинджа 4          |
| 1990   | Teenage Mutant Ninja Turtles | 6.3     | Елиас Котеас                 | Стийв Барън       | Костенурките нинджа           |
| 1993   | American Ninja 5             | 2.2     | Дейвид Брадли                | Боби Жан Леонард  | Американска нинджа V          |
| 1993   | Iron Monkey                  | 7.6     | Дони Йен                     | Ву-Пинг Юен       | Желязната Маймуна             |
| 1993   | Ninja Scroll                 | 7.9     | Манга Аниме                  | Йошиаки Каваджири | Тайната на нинджата           |
| 1995   | The Hunted                   | 5.6     | Кристоф Ламбер               | Дж. Ф. Лоутън     | Преследван                    |
| 1995   | Mortal Kombat                | 5.4     | Кристоф Ламбер               | Пол Андерсън      | Смъртоносна битка             |
| 1997   | Beverly Hills Ninja          | 5.0     | Крис Фарли                   | Денис Дуган       | Бевърли Хилс Нинджа           |
| 1997   | Ninja Resurrection           | 4.3     | Манга Аниме                  | Ясунори Урата     | Възкресението на нинджата     |
| 2001   | Red Shadow: Akakage          | 5.7     | Масаноби Андо                | Хироюки Накано    | Червена сянка: Акакаге        |
| 2002   | Tongan Ninja                 | 5.5     | Сам Ману                     | Джейсън Стутер    | Нинджа от Тонга               |
| 2002   | Naruto                       | 8.1     | Манга Аниме                  | Масаши Кишимото   | Наруто                        |
| 2003   | The Last Samurai             | 7.8     | Том Круз                     | Едуард Зуик       | Последният самурай            |
| 2007   | TMNT                         | 6.6     | Лорънс Фишбърн               | Кевин Монро       | Костенурките нинджа           |
| 2008   | Ong bak 2                    | 6.5     | Тони Джа                     | Тони Джа          | Онг Бак 2                     |
| 2009   | Ninja Assassin               | 6.6     | Рейн; Шо Косуги              | Джеймс Мактийг    | Нинджа убиец                  |
| 2009   | Goemon                       | 6.9     | Йосуке Егучи                 | Казуаки Кирия     | Гоемон                        |
| 2009   | Kamui gaiden                 | 6.3     | Кеничи Мацуяма               | Йоичи Сай         | Легенда за Камуи              |
| 2009   | Ninja                        | 5.3     | Скот Адкинс; Николай Сотиров | Исак Флорентин    | Нинджа                        |
| 2010   | The Warrior's Way            | 6.3     | Кейт Босуърт; Джефри Ръш     | Снмгу Лий         | Пътят на самурая              |